# مكلين
بلدية موضع إقليم أو حصن إقليم أو مُكلين (نقحرة: موكلين) (بالإسبانية: Moclín) هي بلدية تقع في مقاطعة غرناطة التابعة لمنطقة أندلوسيا جنوب إسبانيا.

## السكان
بلغ عدد سكان بلدية مُكلين 4.213 نسمة عام 2011 (وفقاً للمعهد الوطني الإسباني للإحصاء).
| 4.742 | 4.544 | 4.382 | 4.220 | 4.091 | 4.268 | 4.213 |